# 항카 쿠퍼나겔
항카 쿠퍼나겔(Hanka Kupfernagel, 1974년 3월 19일 ~ )은 독일의 사이클 선수다. 주종목은 사이클로크로스이지만, 산악 자전거, 트랙 사이클링, 로드 바이크 대회에서도 수상한 바 있다. 국제 사이클 연맹 여성 사이클크로스 세계 선수권 대회(UCI Women's Cyclo-cross World Championships)에서 2000년, 2001년, 2005년에는 금메달을, 2002년, 2003년에는 은메달을, 2004년에는 동메달을 수상하며 7연속 메달 수상에 성공하였다.
1997년과 1999년에는 국제 사이클 연맹 여성 부문 1위에 올랐다. 1999년에 La Flèche Wallonne Féminine에서 우승하였고, Emakumeen Bira에서는 1997년부터 1999년까지 3년 연속 우승하였다.
2007년 Sparkassen Giro와 국제 사이클 연맹 로드 바이크 세계 선수권 대회 여성 부문 타임 트라이얼(UCI Road World Championships – Women's time trial)에서 우승하였다.